# Hemisphaerius chlorophanus
Hemisphaerius chlorophanus är en insektsart som beskrevs av Melichar 1906. Hemisphaerius chlorophanus ingår i släktet Hemisphaerius och familjen sköldstritar. Inga underarter finns listade i Catalogue of Life.